# Ботейон
Ботейон (ботельон, ботельйон — від іспанського botellón тобто «велика пляшка») — розповсюджена іспанська традиція молоді збиратися на вуличну вечірку в громадських місцях, таких як парки, сквери та площі, і спілкуватися, вживаючи алкогольні напої. Це типово вечірній захід (але можливий і вдень), популярний серед тинейджерів та молодих людей, який дає можливість розважатись, гуляти, слухати музику і спілкуватись з багатьма людьми уникаючи постійно зростаючих цін на бари і клуби. 
Ботейон — це не повна заміна типовому нічному життю, а скоріш доповнення, що дозволяє зустрітись чи познайомитись, активізуватись («розігрітись»), разом вжити алкогольні напої, і вже потім, при бажанні, перейти до бару чи дискотеки.
Зокрема, для півдня Іспанії характерно, що такі зустрічі значною мірою спонтанні і об'єднують не тільки молодше, але і старше покоління, та навіть цілі сім'ї. Алкоголь (вино або більш міцні напої) як правило, купується в супермаркетах і споживається разом.
Звичка вживати алкоголь у громадських місцях розповсюдилась у багатьох інших країнах, але не скрізь закон прихильно ставиться до таких заходів.